# Лабазанов Чингіз Сулейманович
Чингіз Суйлеманович Лабазанов (рос. Чингиз Суйлеманович Лабазанов; нар. 18 квітня 1991, слобода Велика Мартиновка Ростовської області, РРФСР, СРСР) — російський борець греко-римського стилю, чемпіон світу, срібний призер чемпіонату Європи, володар та дворазовий срібний призер Кубку світу, бронзовий призер Європейських ігор.

## Біографія
Народився 18 квітня 1991 року в слободі Велика Мартиновка Ростовської області. У 2010 році закінчив Ростовське училище Олімпійського резерву і переїхав до Санкт-Петербурга. Тренери: Дугачієв А. Б., Мамбетов Р. І., Гасимов Г. Ш.
Боротьбою займається з 2000 року. Був чемпіоном світу серед юніорів 2010 та 2011 років, чемпіоном Європи серед кадетів 2008 року. Майстер спорту міжнародного класу.

### Родина
Старший брат Ібрагім — член збірної Росії з греко-римської боротьби, срібний призер чемпіонату Європи, учасник Олімпійських ігор.

## Спортивні результати на міжнародних змаганнях

### Виступи на Чемпіонатах світу
| Змагання                        | Збірна | Вагова категорія                 | Місце  |
| ------------------------------- | ------ | -------------------------------- | ------ |
| Чемпіонат світу з боротьби 2014 | Росія  | греко-римська боротьба, до 71 кг | Золото |

### Виступи на Чемпіонатах Європи
| Змагання                         | Збірна | Вагова категорія                 | Місце  |
| -------------------------------- | ------ | -------------------------------- | ------ |
| Чемпіонат Європи з боротьби 2014 | Росія  | греко-римська боротьба, до 71 кг | 5      |
| Чемпіонат Європи з боротьби 2016 | Росія  | греко-римська боротьба, до 75 кг | 11     |
| Чемпіонат Європи з боротьби 2017 | Росія  | греко-римська боротьба, до 75 кг | Срібло |
| Чемпіонат Європи з боротьби 2021 | Росія  | греко-римська боротьба, до 72 кг | 5      |

### Виступи на Європейських іграх
| Змагання              | Збірна | Вагова категорія                 | Місце  |
| --------------------- | ------ | -------------------------------- | ------ |
| Європейські ігри 2015 | Росія  | греко-римська боротьба, до 75 кг | Бронза |

### Виступи на Кубках світу
| Змагання                    | Збірна | Вагова категорія                 | Місце  |
| --------------------------- | ------ | -------------------------------- | ------ |
| Кубок світу з боротьби 2014 | Росія  | греко-римська боротьба, до 71 кг | Срібло |
| Кубок світу з боротьби 2015 | Росія  | греко-римська боротьба, до 71 кг | Срібло |
| Кубок світу з боротьби 2017 | Росія  | греко-римська боротьба, до 75 кг | Золото |

### Виступи на інших змаганнях
| Змагання                                                  | Збірна | Вагова категорія                 | Місце  |
| --------------------------------------------------------- | ------ | -------------------------------- | ------ |
| Кубок Вантаа з боротьби 2011                              | Росія  | греко-римська боротьба, до 66 кг | 5      |
| Золотий Гран-прі з боротьби 2012 (Стамбул)                | Росія  | греко-римська боротьба, до 66 кг | 7      |
| Турнір Івана Піддубного 2013                              | Росія  | греко-римська боротьба, до 74 кг | 26     |
| Кубок Вантаа з боротьби 2013                              | Росія  | греко-римська боротьба, до 74 кг | Бронза |
| Кубок Хапаранди з боротьби 2013                           | Росія  | греко-римська боротьба, до 74 кг | Бронза |
| Турнір Івана Піддубного 2014                              | Росія  | греко-римська боротьба, до 71 кг | Золото |
| Турнір Вехбі Емре 2014                                    | Росія  | греко-римська боротьба, до 71 кг | 16     |
| Міжнародний турнір Любомира Івановича-Гедзи 2014          | Росія  | греко-римська боротьба, до 71 кг | Срібло |
| Меморіал Олега Караваєва 2014                             | Росія  | греко-римська боротьба, до 71 кг | Золото |
| Міжнародний турнір Любомира Івановича-Гедзи 2015          | Росія  | греко-римська боротьба, до 75 кг | Срібло |
| Золотий Гран-прі з боротьби 2015                          | Росія  | греко-римська боротьба, до 75 кг | 10     |
| Турнір Івана Піддубного 2016                              | Росія  | греко-римська боротьба, до 75 кг | Золото |
| Чемпіонат Росії з боротьби 2016                           | Росія  | греко-римська боротьба, до 75 кг | Срібло |
| Гран-прі Німеччини з боротьби 2016                        | Росія  | греко-римська боротьба, до 75 кг | Срібло |
| Кубок Європейських націй з боротьби 2016                  | Росія  | команда                          | Золото |
| Турнір Івана Піддубного 2017                              | Росія  | греко-римська боротьба, до 75 кг | Золото |
| Кубок Владислава Пітласинські 2017                        | Росія  | греко-римська боротьба, до 75 кг | 5      |
| Кубок Алроси 2017                                         | Росія  | команда                          | Золото |
| Кубок Хапаранди з боротьби 2017                           | Росія  | греко-римська боротьба, до 75 кг | Срібло |
| Турнір Івана Піддубного 2018                              | Росія  | греко-римська боротьба, до 77 кг | 5      |
| Чемпіонат світу з боротьби серед військовослужбовців 2018 | Росія  | греко-римська боротьба, до 77 кг | Срібло |
| Кубок Арво Хаавісто 2018                                  | Росія  | греко-римська боротьба, до 77 кг | Золото |
| Чемпіонат Росії з боротьби 2019                           | Росія  | греко-римська боротьба, до 72 кг | Бронза |
| Чемпіонат Росії з боротьби 2021                           | Росія  | греко-римська боротьба, до 72 кг | Золото |
| Меморіал Маттео Пелліконе 2021                            | Росія  | греко-римська боротьба, до 72 кг | 4      |

### Виступи на змаганнях молодших вікових груп
| Змагання                                                 | Збірна | Вагова категорія                 | Місце  |
| -------------------------------------------------------- | ------ | -------------------------------- | ------ |
| Чемпіонат Європи з боротьби серед кадетів 2008           | Росія  | греко-римська боротьба, до 63 кг | Золото |
| Кубок Федерації боротьби Азербайджану серед юніорів 2009 | Росія  | греко-римська боротьба, до 66 кг | Бронза |
| Чемпіонат світу з боротьби серед юніорів 2010            | Росія  | греко-римська боротьба, до 66 кг | Золото |
| Чемпіонат світу з боротьби серед юніорів 2011            | Росія  | греко-римська боротьба, до 66 кг | Золото |